# I fuochi dei kelt
I fuochi dei Kelt è un romanzo storico di Giovanni D'Alessandro, pubblicato nel 2003.

## Trama
Siamo nel 52 a.C., durante la campagna di conquista della Gallia. Le legioni di Roma, sotto il comando di Giulio Cesare, cingono d'assedio la città di Avarico senza alcun progresso apparente. Il protagonista è un giovane gallo di nome Hocham, un auriga diciassettenne che ha il compito di guidare il carro personale di Vercassivellauno, cugino di Vercingetorige. Le vicende narrate nel romanzo seguono passo per passo le fasi salienti del conflitto, come descritte nel De Bello Gallico ma vissute dalla parte dei perdenti. Così Vercingetorige è "Werkinketrix", Giulio Cesare è "Kaisar" e i galli sono i "kelt".

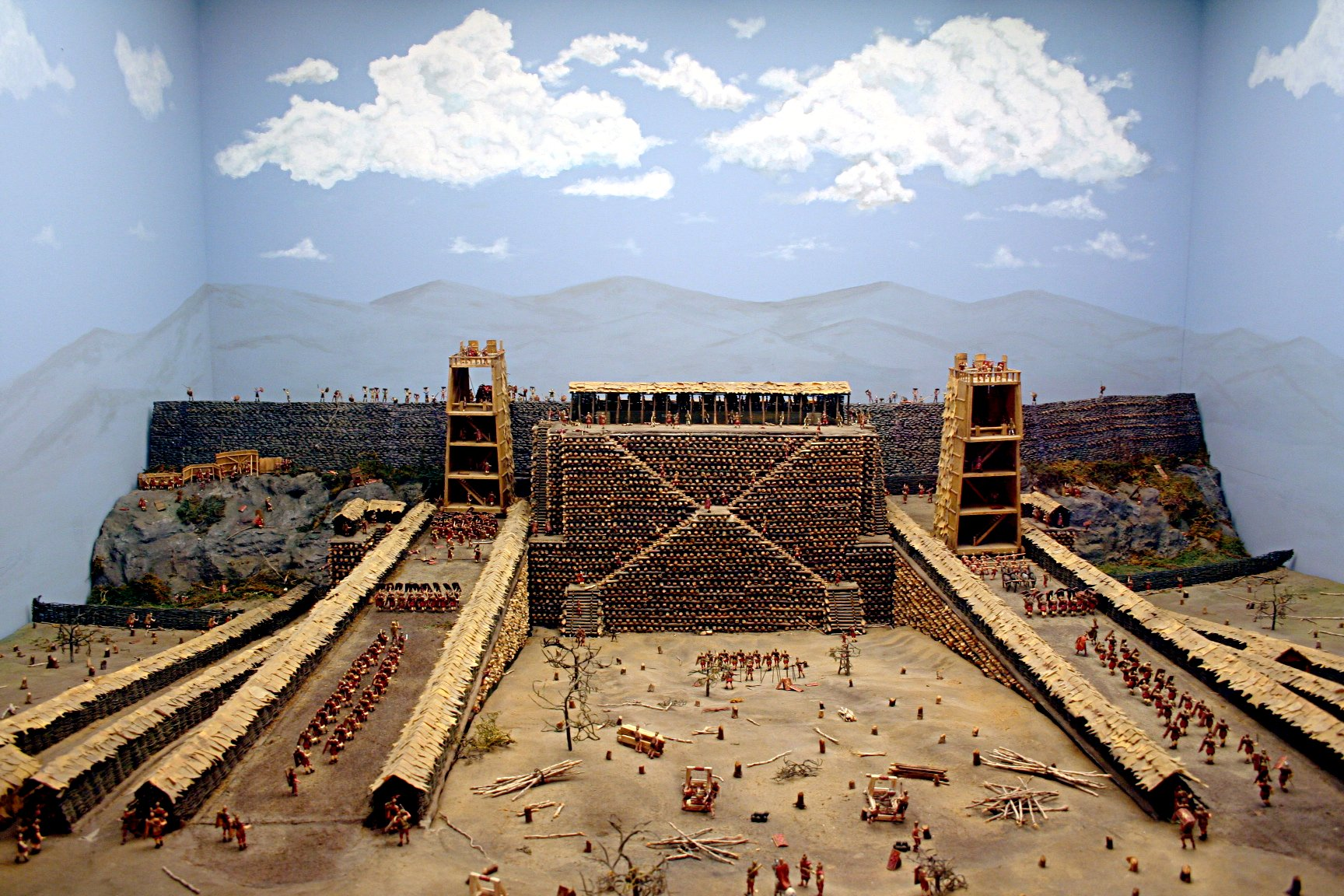
Assedio di Avarico: diorama del terrapieno costruito dai romani per superare i contrafforti della città

Le prime pagine del romanzo ci portano subito a contatto con la realtà più dura del conflitto e con il significato stesso del titolo: I fuochi dei Kelt. È un momento difficile per i romani, che vedono svanire tutti i loro sforzi di conquista e sono costretti a subire ingenti perdite nel corso delle operazioni di foraggiamento. Le scene iniziali mostrano il terribile trattamento riservato ai prigionieri romani, chiusi in grandi gabbie costruite a forma di uomini e bruciati vivi durante la notte fuori le mura della città, affinché il nemico sia costretto a guardare la fine atroce e ingloriosa dei propri commilitoni.
Vercingetorige, accampato in posizione sicura con il grosso del suo esercito, cerca inutilmente di convincere i biturigi ad abbandonare la città e darla alle fiamme, per mettere in salvo la popolazione e non lasciare risorse ai romani, ormai stremati dalla mancanza di rifornimenti. Il suo consiglio non viene ascoltato e Avarico (Arwreik) cade pochi giorni dopo.
Dopo la sanguinosa caduta della città, i due generali studiano nuove strategie cercando alleanze presso gli altri popoli della Gallia. Inizia una fase della guerra fatta di attese, mosse e contromosse, in cui le carte più importanti non sembrano essere la forza degli eserciti ma l'astuzia dei loro comandanti. Il principe degli arwern ha da poco recuperato segretamente l'appoggio degli edui (haidwen) e conta di impiegarli a sorpresa, quando il suo nemico meno se lo aspetta. Nel frattempo Cesare marcia a sorpresa verso la capitale degli arverni (arwern), Gergovia (Kerkof), costringendo Vercingetorige all'inseguimento. Con uno stratagemma, il console romano invertirà le parti nella marcia, trasformandosi da tallonato a tallonatore.

Comincia l'assedio di Kerkof. Il comandante celtico gioca la carta dell'attesa: non andrà a scontrarsi in campo aperto favorendo la migliore attitudine dell'esercito romano, quando il tempo gioca a suo favore. Cesare architetta molti piani per conquistare la città, inutilmente. Hocham stesso contribuisce a sventarne uno, segnalando al suo principe un sentiero dimenticato che porta alle spalle della città e che i romani potrebbero sfruttare per un attacco a sorpresa. Cesare comprende che Gergovia non è prendibile. Le forze a difesa della città sono numerose e tanaci, gli alleati locali infidi e inutilizzabili, il terreno sfavorevole. Decide quindi di abbandonare l'assedio in una sola notte, lasciando stupiti e increduli i suoi avversari. 

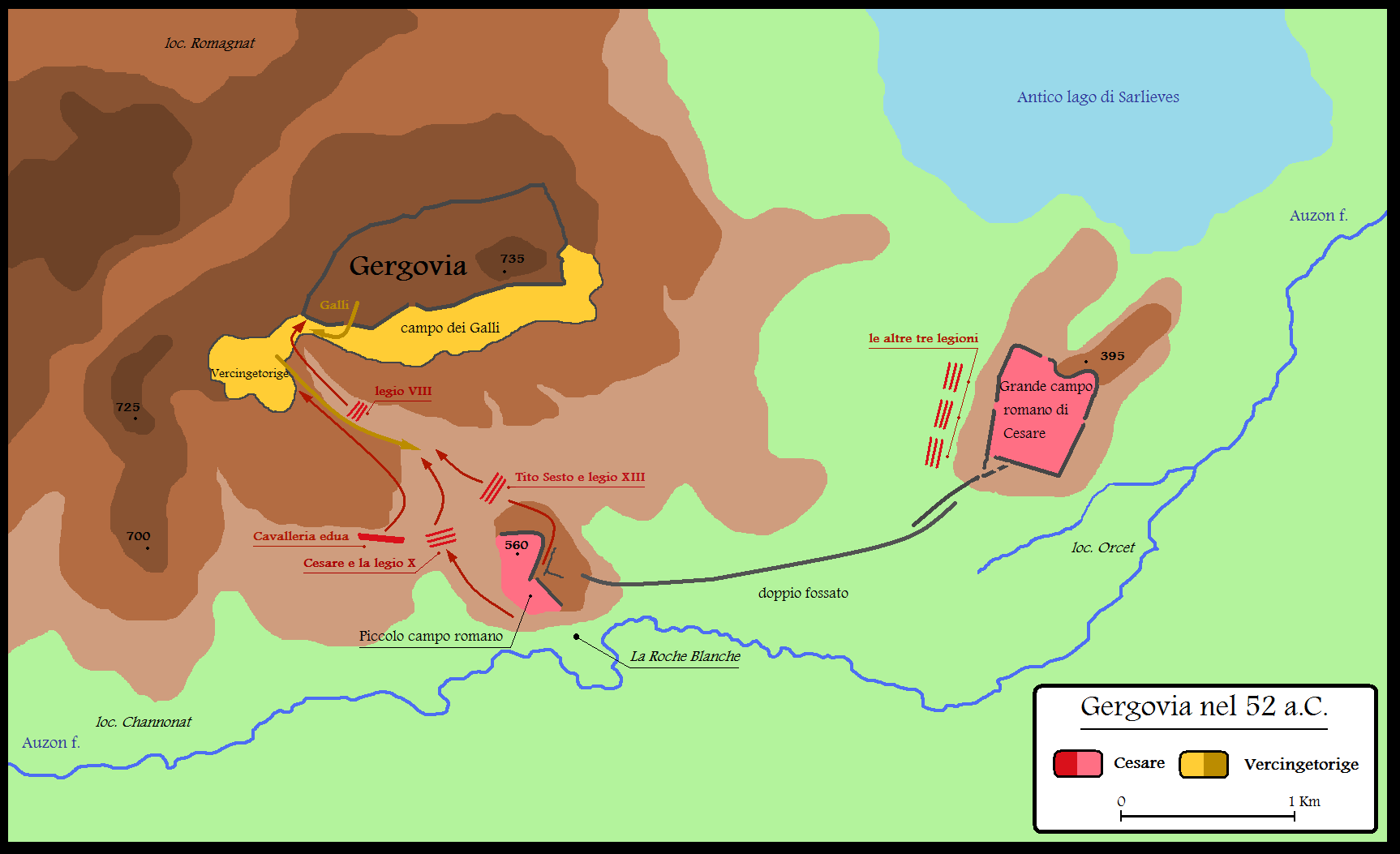
Assedio di Gergovia

Tutta la Gallia si stringe attorno a quella che appare una vittoria. Perfino gli alleati storici di Roma vacillano, a cominciare dagli edui stessi, che si affrettano a recuperare – ancora una volta – il loro posto all'interno dello schieramento kelt. In quei giorni Hocham può giovarsi della relativa tranquillità per scoprire l'amore con una giovane donna della sua tribù, serva di una principessa di Gergovia. La loro tenera e fugace storia d'amore fiorisce in quel breve spazio di attesa e promesse.
La guerra prosegue come in una partita a scacchi. Kaisar cerca di assicurarsi le basi sicure nei territori degli alleati rimasti, Werkinketrix riesce a far sollevare contro Roma Parisi e Senoni. Siamo ormai nel pieno dell'estate, e le sorti del conflitto restano ancora in bilico. Werkinketrix usa la guerriglia per logorare i nervi al nemico, certo che, solo e senza alleati, Kaisar sarà infine costretto a tornare in patria da sconfitto. Non sa che il suo avversario ha preso contatti segreti con i Germani, e che è pronto a scatenarglieli contro alla prima occasione. Quando questo avviene, i guerrieri kelt subiscono un tale inatteso rovescio che lo stesso Werkinketrix deve levare il campo e fuggire per non rischiare di essere travolto dal contrattacco.
Ora è la situazione si fa più difficile per Vercingetorige, costretto a riparare nella città di Alesia. Le parti della guerra si sono di nuovo invertite: Cesare ha ripreso l'iniziativa e cinge d'assedio le mura della città dove suo nemico è andato a rifugiarsi. Alesia non può resistere a lungo con le poche scorte che le rimangono. L'unica speranza di salvezza per i galli è l'intervento del principe Vercassivellauno (Werkasswellauns), che riunisce il più poderoso esercito della Gallia e accorre in soccorso del cugino alla testa di duecentoquarantamila uomini. Hocham parte con lui da Gergovia, senza salutare la sua amata Herud, che piange lacrime tristi di sconforto. Nel suo ventre germoglia, all'insaputa di entrambi, il seme del giovane auriga.

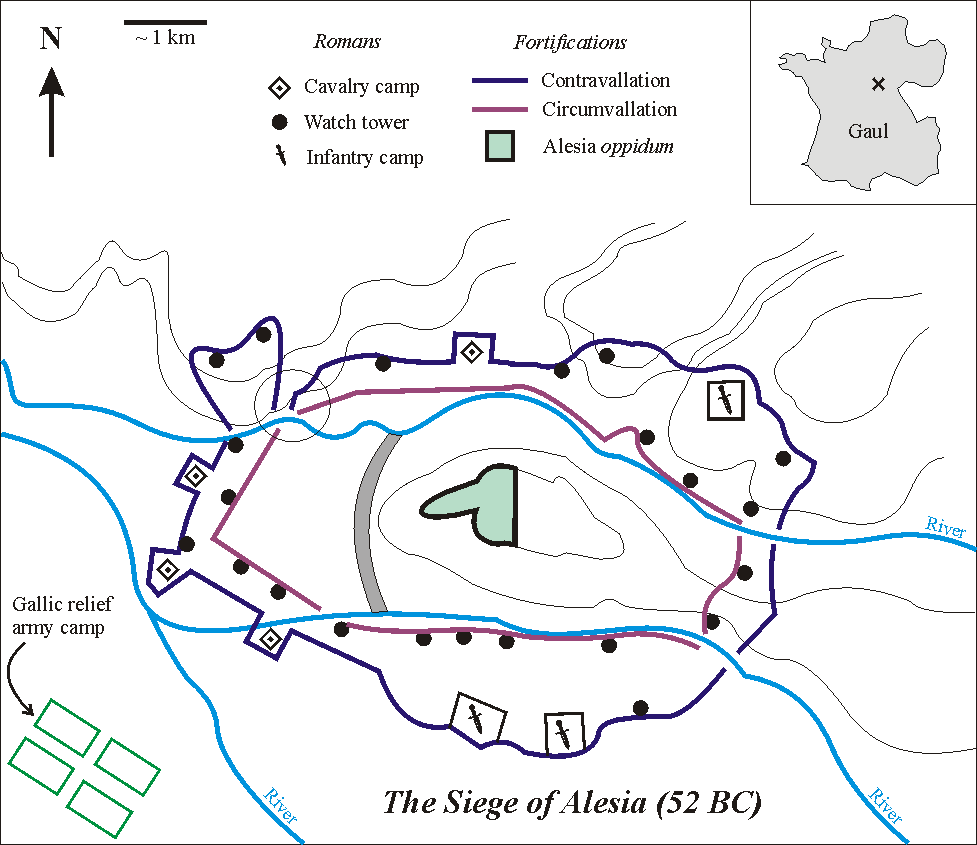
Assedio di Alesia

Cesare rischia ora di diventare da assediante ad assediato. Fa costruire una doppia linea di fortificazioni - una verso la città e una verso l'esterno - e vi si asserraglia con tutti i suoi uomini. I kelt prendono d'assalto le forze romane, inferiori di un terzo, senza ottenere successi di rilievo. Kaisar è pronto nel gestire oculatamente le proprie truppe, mentre i kelt appaiono scoordinati nei loro attacchi ripetuti e infruttuosi. Dopo molti tentativi andati a vuoto, Werkasswellauns mette a punto un piano per riuscire a scardinare la tenace difesa degli assedianti-assediati romani: con l'ausilio di un diversivo, tenterà di conquistare a sorpresa un settore poco guarnito della cinta fortificata. Hocham è chiamato all'azione di persona, avendo ricevuto l'onore di guidare il carro del suo principe in battaglia.
Ritroviamo il protagonista davanti a tutti, mentre corre con il suo signore e padrone armato di tutto punto. Centinaia di altri carri scendono la collina in una descrizione epica e drammatica. Nel corso dell'assalto, il carro finirà in una trappola romana, una fossa munita di pali appuntiti, dove Hocham resterà mortalmente ferito. Si risveglierà al tramonto, in agonia. La battaglia è perduta, i soldati romani si aggirano sul campo per depredare i caduti. La grande sete e il dolore per le ferite gli faranno desiderare la morte, richiamando l'attenzione dei suoi nemici. Un tocco di poesia accompagna l'inevitabile e triste finale: Hocham il falco trova finalmente la pace per mano di un pietoso centurione romano, che avrebbe potuto essergli padre, e che come un padre lo accompagna, lieve e amorevole, verso l'ultimo grande viaggio.